# Manuel Núñez
Manuel Núñez – dominikański zapaśnik walczący w stylu klasycznym. Brązowy medalista mistrzostw panamerykańskich w 2006 roku.